# تیتا (بازیکن فوتبال، زاده ۱۹۸۱)
سیدنی کریستیانو دوس سانتوس (به پرتغالی: Sidney Cristiano dos Santos) مهاجم اهل برزیل است که در شهر ریودو ژانیرو و در تاریخ ۲۰ مهٔ ۱۹۸۱ به دنیا آمده‌است.
سیدنی کریستیانو دوس سانتوس در تیم‌های فوتبال Ituano سابقهٔ حضور دارد.